# Anastasia Anastasio
Anastasia Anastasio (ur. 15 lipca 1990) – włoska łuczniczka, wicemistrzyni świata, czterokrotna wicemistrzyni Europy. 
Startuje w konkurencji łuków bloczkowych. Srebrna medalistka mistrzostw Europy w 2012 roku w konkurencji indywidualnej i drużynowej. Wicemistrzyni Europy drużynowo w 2010 roku.